# Al-Hajdarijja
Al-Hajdarijja (arab. الحيدرية) – miejscowość w Syrii, w muhafazie Hama. W 2004 roku liczyła 2554 mieszkańców.